# Musikåret 1858

## Händelser
- 25 januari – Felix Mendelssohns Bröllopsmarsch framförs vid Viktoria av Storbritanniens och Fredrik III av Tysklands bröllop och blir därefter populär bröllopsmusik.
- 21 oktober – Jacques Offenbachs operett Orfeus i underjorden har urpremiär på Bouffes-Parisiens i Paris.

## Födda
- 24 februari – Arnold Dolmetsch, fransk-brittisk musiker och instrumentbyggare.
- 22 mars – Charles Kjerulf, dansk musikjournalist och kompositör.
- 23 april – Ethel Smyth, engelsk tonsättare.
- 22 maj – Emmy Köhler, svensk lärare, författare och tonsättare.
- 3 juli – Theodor Kjellander, svensk musiklärare och tonsättare.
- 14 juli – Hanna Hallberg-Norlind, svensk tonsättare, organist, pianist, sångpedagog och kördirigent.
- 16 juli – Eugène Ysaÿe, belgisk tonsättare och violinist.
- 1 augusti – Hans Rott, österrikisk tonsättare och organist.
- 15 september – Jenő Hubay, ungersk tonsättare.
- 24 oktober – Gustaf Brink, svensk pianist, pianopedagog och tonsättare.
- 11 november – Alessandro Moreschi, italiensk kastratsångare.
- 19 november – Gina Oselio, norsk operasångare.
- 22 december – Giacomo Puccini, italiensk tonsättare.

## Avlidna
- 23 januari – Luigi Lablache, 63, italiensk operasångare (bas).
- 8 april – Anton Diabelli, 76, österrikisk tonsättare och musikförläggare.
- 16 april – Johann Baptist Cramer, 87, tysk pianist och tonsättare.
- 3 juni – Julius Reubke, 24, tysk tonsättare, pianist och organist.
- 11 juli – Hildebrand Hildebrandsson, 67, svensk militär och tonsättare.
- 8 september – Jacopo Foroni, 33, italiensk dirigent och tonsättare.
- 31 oktober – Carl Thomas Mozart, 74, österrikisk pianist, son till Wolfgang Amadeus Mozart.
- 15 november – Johanna Kinkel, 48, tysk tonsättare, författare och revolutionär.